# Trichomyia parvula
Trichomyia parvula är en tvåvingeart som beskrevs av Szabo 1960. Trichomyia parvula ingår i släktet Trichomyia och familjen fjärilsmyggor. Inga underarter finns listade i Catalogue of Life.